# NEXT STAGE with U
NEXT STAGE with U（ネクスト・ステージ・ウィズ・ユー）は、東京都のAMラジオ局・ニッポン放送が展開する開局60周年記念キャンペーン、並びイベントである。

## 概要
1954年7月15日に開局し、2014年7月15日に開局60周年を迎えるニッポン放送は、2013年10月から2014年12月までの1年3か月にわたって巨大な記念キャンペーンを展開することとなり、それがこのキャンペーンである。この「NEXT STAGE with U」はキャッチフレーズを兼ねており、「次に来る時代、次に来るラジオをリスナーと一緒に創っていこう」という思いが込められている。
また、同時にラジオの生命線ともいえるマイクをモチーフとしたイメージキャラクター、「ムッシュ・マイク＆マダム・マイコ」も発表された。
それに合わせ、新たなラジオ・カーも導入。このキャラクターがペイントされた車両である。

## 開催イベント
『ニッポン放送開局60周年記念 徳光和夫 夢の歌謡ステージ』（2013年11月2日）
東京国際フォーラム・ホールAにて開催。徳光和夫がパーソナリティを務める「徳光和夫 とくモリ!歌謡サタデー」にゆかりのあるゲスト橋幸夫､舟木一夫､五木ひろし､八代亜紀､西城秀樹､コロッケ､紅晴美､川上大輔ら8名が出演した。司会は徳光和夫。キーワードは「歌で世代をつなぐ」。
『ニッポン放送開局60周年記念 ラジオが教えてくれた音楽コンサート ～あの日の自分に帰る夜～』（2013年11月3日）
東京国際フォーラム・ホールAにて開催。泉谷しげる､清水ミチコ､ゆず､秦基博、miwaら5名が出演した。
『LIVE EXPO TOKYO 2014「ALL LIVE NIPPON」』（2014年1月18日）
国立代々木第一体育館にて開催予定。
『LIVE EXPO TOKYO 2014「アニメ紅白歌合戦」』（2014年1月19日）
国立代々木第一体育館にて開催予定。同会場では2度目の開催。吉田尚記アナウンサーがパーソナリティを務める「ミュ〜コミ+プラス」で復活させ、年一回行われているもので今回は60周年記念イベントの位置づけとなる。周年イベントとしては1999年12月27日の45周年イベント以来15年ぶり。

## 物販物
『大合奏!バンドブラザーズP』ニンテンドー3DS（2013年11月14日発売）
ニッポン放送と任天堂がコラボレーションした、このシリーズの最新作となるゲームソフト。
『松井家秘伝のカレー』（2013年8月1日発売）
「ラジオパーク」や「まんぷく博覧会」などで発売されてきたカレーで、もともと2004年から続けてきたものであるが、これを市販用にアレンジしたものである。

## 映画
山内惠介・THE歌謡ムービー「昭和歌謡危機一髪!」　（2014年1月上映予定）
映画初出演となる山内惠介が主演の映画。この映画の音楽をチェッカーズのメンバーだった武内亨が手掛ける。